# Angela Kulikov
Angela Kirsten Kulikov (født 31. marts 1998 i Los Angeles, Californien, USA) er en professionel kvindelig tennisspiller fra USA.